# ダーウィン (小惑星)
ダーウィン (1991 Darwin) は、小惑星帯に位置する小惑星である。
1967年、カルロス・チェスコとアーノルド・クレモラが、アルゼンチンのエル・レオンシット国立公園にあったイェール＝コロンビア南天観測所で発見した。

## 名称
進化論の提唱者であるチャールズ・ダーウィン（1809年 - 1882年）と、その次男で天文学者の（数学者でもあった）ジョージ・ハワード・ダーウィン（1845年 - 1912年）に因む。
父のチャールズはビーグル号の航海の途中、アルゼンチンにおいて多くの研究を行っており、エル・レオンシット付近でアンデス山脈越えをおこなったことがある。息子のジョージは、宇宙論や地理学に関する諸問題に関して先駆的で緻密な研究をおこなった。
命名は、1980年4月の小惑星回報で公表された。